# Pierangelo Bincoletto
Pierangelo Bincoletto (ur. 14 marca 1959 w Oderzo) – włoski kolarz torowy i szosowy, dwukrotny medalista torowych mistrzostw świata.

## Kariera
Pierwszy sukces w karierze Pierangelo Bincoletto osiągnął w 1977 roku, kiedy zdobył brązowy medal w drużynowej jeździe na czas podczas szosowych mistrzostw świata juniorów. Dwa lata później wystartował na torowych mistrzostwach świata w Amsterdamie, gdzie zdobył dwa medale. Najpierw zajął drugie miejsce w wyścigu punktowym amatorów, ulegając jedynie Igorowi Slámie z Czechosłowacji, a następnie wspólnie z Maurizio Bidinostem, Silvestro Milanim i Sandro Callarim zdobył brązowy medal w drużynowym wyścigu na dochodzenie. Na rozgrywanych w 1980 roku igrzyskach olimpijskich w Moskwie Bincoletto razem z kolegami z reprezentacji był czwarty w drużynowym wyścigu na dochodzenie, przegrywając walkę o brąz z Czechosłowakami, a indywidualnie rywalizację zakończył na siódmej pozycji. Startował także w wyścigach szosowych, ale nie odnosił większych sukcesów. Zajął między innymi drugie miejsca w klasyfikacji generalnej wyścigu Sassari-Cagliari w 1982 roku oraz Tour de Vendée w 1988 roku.